# Брук-Алвинстон (Онтарио)
Брук-Алвинстон (енгл. Brooke-Alvinston) је општина у Канади у покрајини Онтарио. Према резултатима пописа 2011. у општини је живело 2.548 становника.

## Становништво
Према резултатима пописа становништва из 2011. у граду је живело 2.548 становника, што је за 4,2% мање у односу на попис из 2006. када је регистровано 2.661 житеља.
| 2006. | 2011. |
| ----- | ----- |
| 2.661 | 2.548 |